# Títols de la FIDE

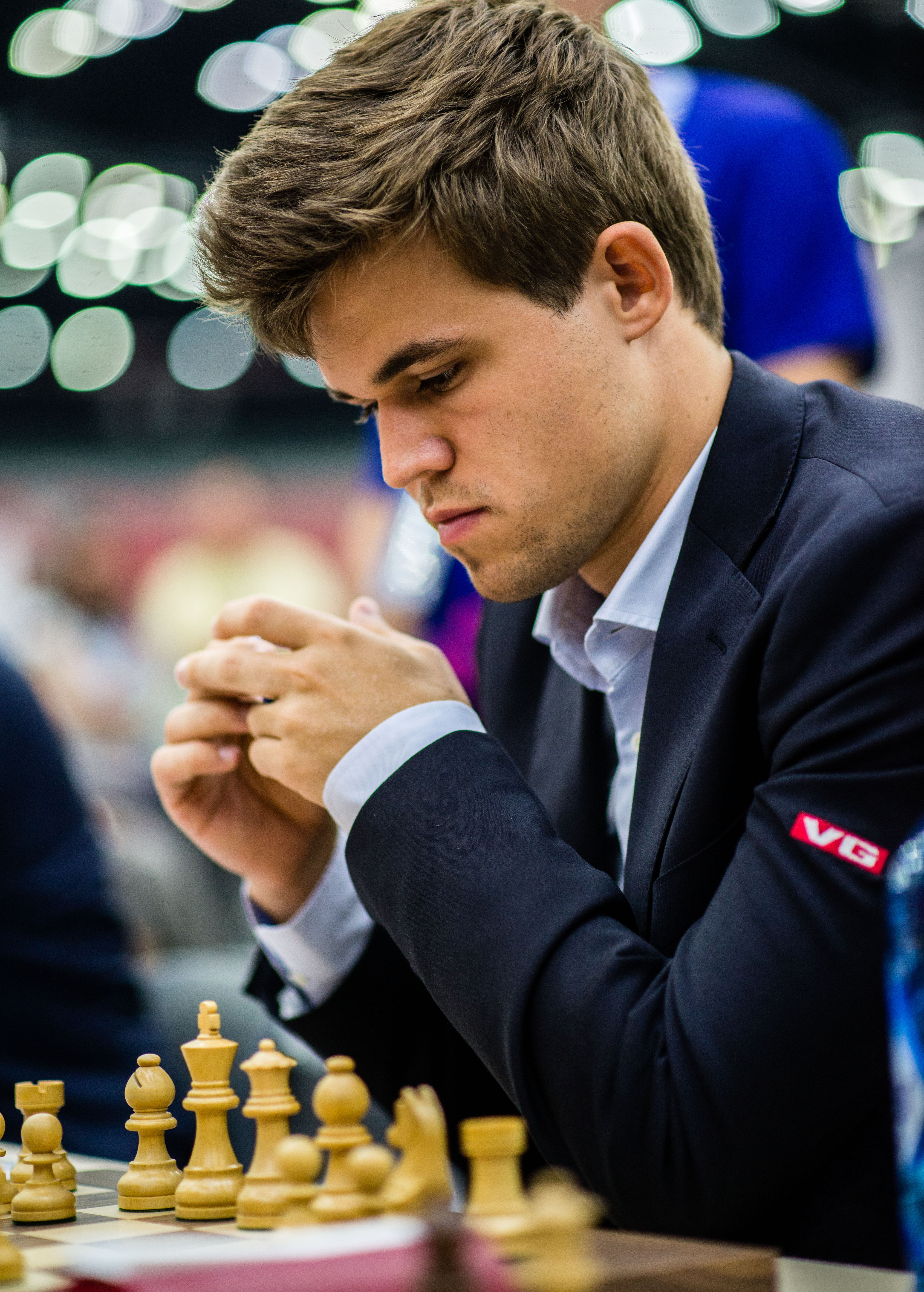
Magnus Carlsen és un Gran Mestre i Campió del món.

Els títols de la FIDE són títols d'escacs atorgats per l'organisme internacional d'escacs FIDE (Fédération Internationale des Échecs) en cas de rendiment excepcional. El títol més alt d'aquest tipus és Gran Mestre (GM). Els títols generalment requereixen una combinació de normes i qualificació Elo (punts de referència de rendiment en competicions que inclouen altres jugadors titulats). Un cop atorgats, els títols es mantenen de per vida excepte en casos de frau o trampes. Tots els jugadors poden guanyar títols absoluts o oberts, mentre que els títols femenins estan restringits a les dones. Moltes jugadores fortes tenen tant títols oberts com femenins. La FIDE també atorga títols per a àrbitres, organitzadors i formadors. Els títols d'escacs per correspondència, composició de problemes d'escacs i resolució de problemes d'escacs ja no són administrats per la FIDE.
Un títol d'escacs, generalment en forma abreujada, es pot utilitzar com a títol honorífic. Per exemple, Magnus Carlsen pot ser anomenat "GM Magnus Carlsen".

## Història
El terme "Mestre" per a un jugador d'escacs fort feia servir inicialment de manera informal. A partir de finals del segle xix, diverses federacions nacionals d'escacs van començar a elaborar requisits formals per a l'ús d'aquest títol. El terme "Gran Mestre", en la forma de la paraula de préstec alemany Großmeister, era un títol formal a la Unió Soviètica, i també havia estat en ús informal per als jugadors d'elit del món durant diverses dècades abans de la seva institució per la FIDE el 1950 Els primers títols de la FIDE es van atorgar l'any 1950 i constaven de 27 Grans Mestres (GM), 94 Mestres Internacionals (MI) i 17 Mestres Internacionals Femenines (MIF o WIM).
Els primers GM de la FIDE van ser:
- Ossip Bernstein (França)
- Isaac Boleslavsky (URSS)
- Igor Bondarevsky (URSS)
- Mikhail Botvinnik (URSS)
- David Bronstein (URSS)
- Oldřich Duras (Txecoslovàquia)
- Max Euwe (Països Baixos)
- Reuben Fine (USA)
- Salo Flohr (URSS)
- Ernst Grünfeld (Àustria)
- Paul Keres (URSS)
- Borislav Kostić (Iugoslàvia)
- Alexander Kotov (URSS)
- Grigory Levenfish (URSS)
- Andor Lilienthal (URSS)
- Géza Maróczy (Hongria)
- Jacques Mieses (Anglaterra)
- Miguel Najdorf (Argentina)
- Viacheslav Ragozin (URSS)
- Samuel Reshevsky (USA)
- Akiba Rubinstein (Polònia)
- Friedrich Sämisch (RFA)
- Vasily Smyslov (URSS)
- Gideon Ståhlberg (Suècia)
- László Szabó (Hongria)
- Savielly Tartakower (França)
- Milan Vidmar (Iugoslàvia)

Els títols van ser atorgats per votació del Congrés de la FIDE abans que els requisits es formalitzessin més. El 1957, la FIDE va introduir normes (estàndards de qualificació) per als títols de la FIDE. Dos títols subordinats més, Mestre de la FIDE i Mestre Candidat, es van crear el 1978 i el 2002, respectivament.
Títols similars són atorgats per la Federació Internacional d'Escacs per Correspondència i per la Federació Mundial de Composició d'Escacs tant per compondre com per resoldre problemes d'escacs. Aquests organismes treballen en cooperació amb la FIDE, però ara són independents d'aquesta.

## Títols oberts
| Títols oberts, novembre de 2021 | Títols oberts, novembre de 2021 | Títols oberts, novembre de 2021 | Títols oberts, novembre de 2021 |
| Títol                           | Homes                           | Dones                           | Total                           |
| ------------------------------- | ------------------------------- | ------------------------------- | ------------------------------- |
| Gran Mestre (GM)                | 1700                            | 39                              | 1739                            |
| Mestre Internacional (IM)       | 3782                            | 126                             | 3908                            |
| Mestre FIDE (FM)                | 8321                            | 41                              | 8362                            |
| Candidat a Mestre (CM)          | 1964                            | 22                              | 1986                            |
| Total                           | 15767                           | 228                             | 15995                           |

Els títols de Gran Mestre, Mestre Internacional, Mestre de la FIDE i Mestre Candidat estan disponibles per a tots els jugadors d'escacs. Els requisits per a cada títol han variat al llarg del temps, però generalment requereixen haver demostrat un nivell d'assoliment prescrit en tornejos amb controls de temps clàssics sota condicions aprovades per la FIDE.

### Gran Mestre (GM)
El títol de Gran Mestre és atorgat per la FIDE a jugadors d'escacs destacats. A part de Campió del Món, Gran Mestre és el títol més alt que pot aconseguir un jugador d'escacs. Un cop aconseguit, el títol es manté generalment de per vida, però en rares ocasions ha estat revocat en casos d'engany. A la literatura d'escacs se sol abreujar a GM. L'abreviatura GMI (o IGM) de "Gran Mestre Internacional" es veu ocasionalment, generalment a la literatura antiga.
La manera habitual d'obtenir el títol és assolir les normes de títol requerides en més de 27 partides i una qualificació FIDE de 2500 o més. A grans trets, una norma és una actuació a nivell de títol en un torneig aprovat per la FIDE. La definició precisa d'una norma és complexa i s'ha modificat amb freqüència, però en general una norma de Gran Mestre es defineix com una puntuació de rendiment d'almenys 2600 en 9 o més jocs. A més, el camp ha de tenir una qualificació mitjana d'almenys 2380, ha d'incloure almenys tres Grans Mestres i ha d'incloure jugadors d'una barreja de federacions nacionals.
El títol també es pot atorgar directament sense passar pels requisits habituals en alguns tornejos d'alt nivell, sempre que el jugador tingui una qualificació FIDE superior a 2300. Això inclou:
- Aconseguir els 16ns de final en una Copa del Món FIDE
- Guanyar el Campionat del Món femení
- Guanyar el Campionat del Món júnior (U20).
- Guanyar el Campionat del Món sènior, tant a les categories 50+ com 65+
- Guanyar un Continental (p. ex Campionat Panamericà, europeu, asiàtic o africà)[6]

Començant amb Nona Gaprindashvili el 1978, diverses dones han guanyat el títol de GM. Des de l'any 2000, la majoria de les 10 millors dones han obtingut el títol de GM. Això no s'ha de confondre amb el títol de Woman Grandmaster (WGM).
Amb 12 anys, 4 mesos i 25 dies, Abhimanyu Mishra es va convertir en la persona més jove que mai hagi obtingut el títol de Gran Mestre el juliol de 2021.

### Mestre Internacional (MI)
El títol de Mestre Internacional s'atorga als jugadors d'escacs forts que estan per sota del nivell de Gran Mestre. Instituït juntament amb el títol de Gran Mestre el 1950, és un títol per a tota la vida, normalment abreujat com a MI o IM a la literatura d'escacs.
Igual que el títol de Gran Mestre, la manera habitual d'obtenir el títol és aconseguir les normes de títol requerides en més de 27 partides i una qualificació FIDE de 2400 o més. En general, una norma s'aconsegueix amb una puntuació de rendiment d'almenys 2450 en 9 o més partides. A més, el torneig ha de tenir una qualificació mitjana d'almenys 2230, ha d'incloure almenys tres Mestres o Grans Mestres Internacionals i ha d'incloure jugadors d'una barreja de federacions nacionals.
També hi ha diverses maneres en què el títol d'MI es pot atorgar directament sense passar pel procés habitual, sempre que el jugador tingui una puntuació d'almenys 2200. Des del juliol de 2017, aquests són els requisits:
- Classificació per a la Copa del Món FIDE
- Quedant segon al Campionat del Món femení
- Acabar segon o tercer al Campionat del Món júnior (U20)
- Acabar segon o tercer al Campionat del Món Sènior, tant en la categoria de més de 50 anys com en la de més de 65 anys
- Guanyar (directament o compartit) el Campionat del Món júnior (U18)
- Guanyar el Campionat del Món júnior (U16).
- Acabar segon o tercer en un campionat continental
- Guanyar (de manera directa o compartida) un campionat continental de més de 50 anys, un campionat de més de 65 anys o un campionat de menys de 20 anys
- Guanyar un campionat continental sub 18
- Guanyar un campionat subcontinental
- Guanyar un campionat de la Commonwealth, francòfon o iberoamericà
- Guanyar un campionat mundial de discapacitats[6]

Després de convertir-se en MI, la majoria dels jugadors professionals es fixen com al seu proper objectiu convertir-se en un Gran Mestre. També és possible esdevenir Gran Mestre sense haver estat mai Mestre Internacional. Larry Christiansen dels Estats Units (1977), Wang Hao de la Xina, Anish Giri dels Països Baixos i els antics campions del món Mikhail Tal de Letònia i Vladimir Kramnik de Rússia van ser tots Grans Mestres sense haver estat mai MI. Bobby Fischer dels Estats Units va aconseguir els dos títols únicament en virtut de classificar-se per a l'Interzonal de 1958 (títol MI) i el Torneig de Candidats de 1959 (títol de GM), només casualment es va convertir en MI abans de GM. El camí més habitual és primer convertir-se en MI i després passar al nivell de GM.
Amb 10 anys, 9 mesos i 20 dies, Abhimanyu Mishra es va convertir en la persona més jove que va obtenir el títol de MI el 2019.

### Mestre de la FIDE (MF)
Introduït l'any 1978 amb MF femení, el títol d'MF es troba per sota del títol de Mestre Internacional però per davant del de Mestre Candidat. A diferència dels títols de Gran Mestre i Mestre Internacional, no hi ha cap requisit perquè un jugador assoleixi les normes. La manera habitual per a un jugador d'obtenir el títol de Mestre de la FIDE és aconseguint una qualificació Elo de 2300 o més. També hi ha moltes maneres d'obtenir el títol per jugadors amb una puntuació d'almenys 2100 però inferior a 2300; per exemple, fent almenys un 65% en un mínim de 9 partits en una Olimpíada o guanyant certs tornejos.
L'MF més jove de la història dels escacs és Alekhine Nouri de les Filipines, que va rebre el títol després de guanyar el 14è Campionat d'Escacs per grups d'edat de l'ASEAN 2013 a Tailàndia als set anys.

### Candidat a Mestre (CM)
Introduït l'any 2002 amb el de CM Femení, la manera habitual per a un jugador d'obtenir el títol de Mestre Candidat és aconseguint una qualificació Elo de 2200 o més. Per als jugadors amb una puntuació superior a 2000 però menys de 2200, hi ha moltes altres maneres d'aconseguir el títol, per exemple, fent un 50% en 7 o més partits en una Olimpíada. El Mestre Candidat se situa per sota d'altres títols oberts de la FIDE.

## Títols femenins
| Títols femenins, novembre de 2021 | Títols femenins, novembre de 2021 |
| Títol                             | Total                             |
| --------------------------------- | --------------------------------- |
| Gran Mestre Femení (WGM)          | 317                               |
| Mestre Internacional Femení (WIM) | 839                               |
| Mestra FIDE (WFM)                 | 1799                              |
| Candidata a Mestra (WCM)          | 816                               |
| Total                             | 3771                              |

Tot i que els títols oberts de la FIDE no estan separats per gènere, els quatre títols següents donats per la FIDE són exclusius per a dones i es poden tenir simultàniament amb un títol obert. Els requisits per a aquests títols són uns 200 punts de qualificació Elo inferiors als requisits per als títols oberts amb nom semblant. Aquests títols de vegades són criticats tant per jugadors masculins com per dones, i algunes jugadores decideixen no prendre'ls. Per exemple, la Gran Mestra Judit Polgár, d'acord amb la seva política de jugar només competicions obertes, mai no ha tingut un títol femení.

### Gran Mestra Femenina (GMF o WGM)
Gran Mestra Femenina és el títol d'escacs de més alt en el rànquing restringit a les dones. La FIDE va introduir el títol de GMF l'any 1976, unint-se al títol de rang inferior introduït anteriorment, Mestra Internacional Femenina.
Els requisits per al títol GMF són inferiors als del Mestre Internacional (MI) però superiors als del Mestre de la FIDE (MF). La guanyadora del Campionat Mundial Juvenil femení rep automàticament el títol de GMF. La normativa vigent es pot consultar al manual de la FIDE.

### Mestra Internacional Femenina (MIF o WIM)
Mestra Internacional Femenina és el següent títol que la FIDE concedeix exclusivament a les dones. La FIDE va atorgar per primera vegada el títol de MIF (abans anomenat International Woman Master, o IWM) el 1950.
El títol WIM té requisits més baixos que el títol de Mestre Internacional (2400) sense restriccions. Les subcampiones del Campionat del món juvenil femení reben automàticament el títol de WIM. La normativa vigent es pot consultar al manual de la FIDE.

### Mestra de la FIDE Femenina (MFF o WFM)
Introduït amb el títol de MF l'any 1978, el títol de WFM està just per sobre del de Mestra Candidata Femenina en els títols només per a dones donats per la FIDE. Aquest títol es pot aconseguir obtenint una qualificació FIDE de 2100 o més.

### Mestra Candidata Femenina (MCF o WCM)
Introduït amb el títol de MC l'any 2002, Mestra Candidata Femenina és el títol de més baix rànquing atorgat per la FIDE. Aquest títol es pot aconseguir obtenint una qualificació FIDE de 2000 o més.

## TítolsArena
| Títols d'Arena, gener de 2020    | Títols d'Arena, gener de 2020 | Títols d'Arena, gener de 2020 | Títols d'Arena, gener de 2020 |
| Títol                            | Homes                         | Dones                         | Total                         |
| -------------------------------- | ----------------------------- | ----------------------------- | ----------------------------- |
| Gran Mestre Arena (AGM)          | 392                           | 3                             | 395                           |
| Mestre Internacional Arena (AIM) | 780                           | 6                             | 786                           |
| Mestre FIDE Arena (AFM)          | 792                           | 10                            | 802                           |
| Candidat a Mestre Arena (ACM)    | 377                           | 5                             | 382                           |
| Total                            | 2341                          | 24                            | 2365                          |

Els títols Arena es poden guanyar en línia mitjançant el servidor de la FIDE i estan destinats als jugadors de la banda de classificació més baixa. Si un jugador amb un títol d'arena guanya un títol de la FIDE general, aquest títol substituirà el seu títol arena.
Arena Grandmaster (AGM) és el títol en línia més alt. S'aconsegueix mitjançant una sèrie de 150 partides bala, 100 partides blitz o 50 partides ràpides amb un rendiment de més de 2000.
Arena International Master (AIM) s'aconsegueix mitjançant una sèrie de 150 partides bala, 100 partides blitz o 50 partides ràpides amb un rendiment de més de 1700.
Arena FIDE Master (AFM) s'aconsegueix mitjançant una sèrie de 150 partides bala, 100 partides blitz o 50 partides ràpides amb un rendiment de més de 1400.
Arena Candidate Master (ACM) s'aconsegueix mitjançant una sèrie de 150 partides bala, 100 partides blitz o 50 partides ràpides amb una puntuació de rendiment superior a 1100.

## Àrbitres, formadors i organitzadors
La FIDE també atorga títols per a àrbitres, entrenadors i organitzadors.
Els títols d'àrbitre són International Arbiter (IA) i FIDE Arbiter (FA).
Els títols d'entrenador (en ordre descendent d'experiència) són entrenador sènior de la FIDE (FST), entrenador de la FIDE (FT), instructor FIDE (FI), instructor nacional (NI) i instructor de desenvolupament (DI).
El títol de l'organitzador és Organitzador Internacional de la FIDE (FIO).